# 西苑公交枢纽

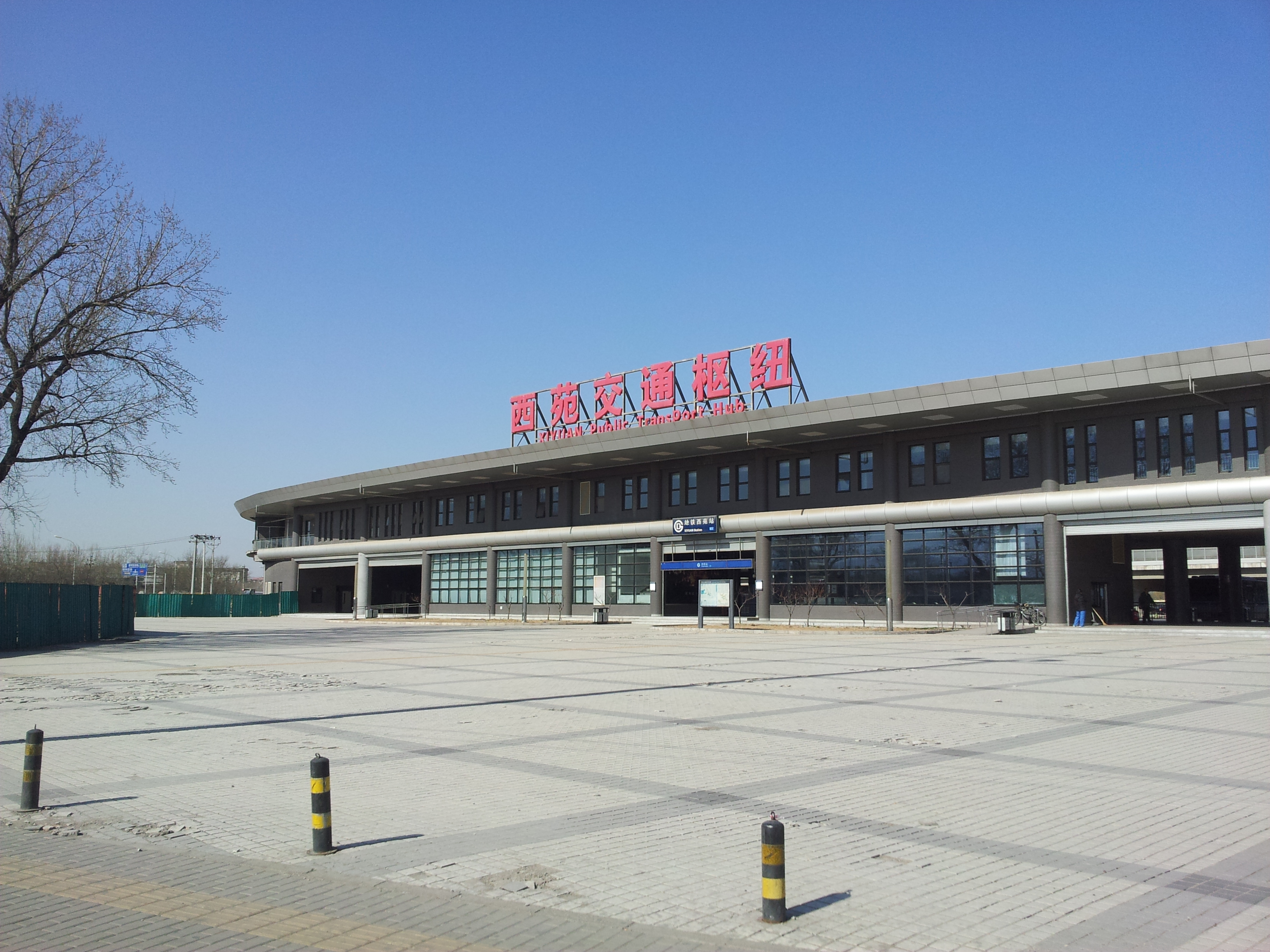
西苑交通枢纽外观

西苑公交枢纽，又称一亩园公交枢纽，位于北京市海淀区，是北京市区西北部的一个公共交通枢纽。枢纽占地面积14公顷，总建筑面积18460平方米，地上两层地下一层，建筑高度11.5米。枢纽可以满足公交、地铁、步行、自行车间的换乘需要。

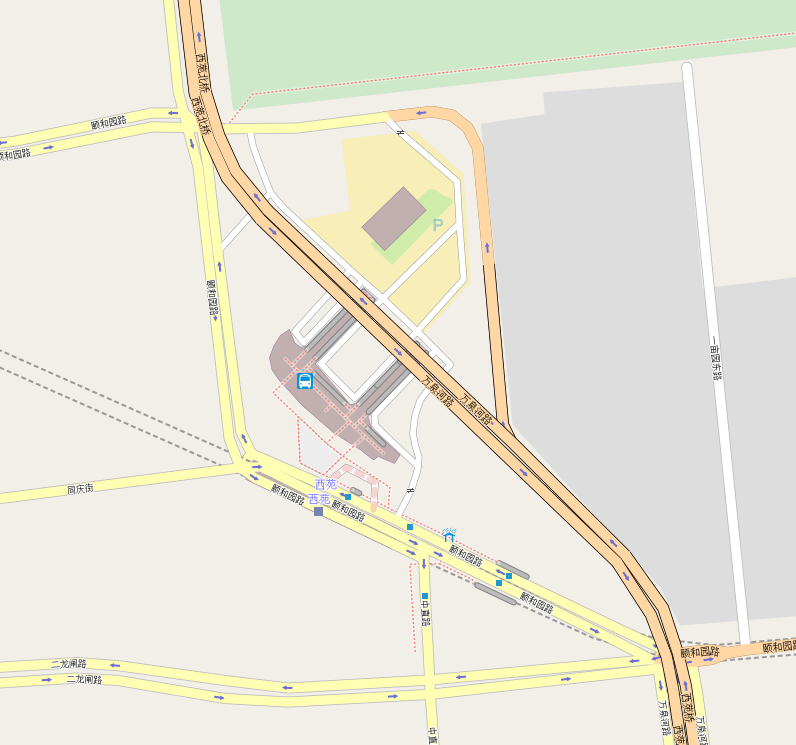
西苑交通枢纽周边。中间的钝角三角形地块内即为西苑枢纽建筑。

枢纽位于北京市区西北部，圆明园遗址公园西南角，也临近颐和园。枢纽周边的万泉河路和颐和园路围成一三角地，枢纽即坐落于其中。
枢纽与地铁西苑站相连，目前可以换乘4号线和16号线，未来还将引入15号线。地下一层设有社会停车区，可停放机动车50辆，自行车1500辆。地面为公交换乘厅和公交站台，公交站台共有大小5个，可同时停靠25辆公交车，满足20条公交线路的使用需求，规划引入18条；截至2010年底，实际引入14条，其余4条预留。二层为办公区。
西苑枢纽在2006年12月28日开工。2009年9月28日随北京地铁4号线开通，部分投入使用。

## 总站路线资料（公交）

### 北京公交129路
- 北京西站→西苑枢纽站（回程：北京西站→西苑）

原为320路支线，2006年1月19日改为319路。2014年5月10日改为特19路，2021年2月20日改为129路。现时途经圆明园、成府路、保福寺、联想桥、中国国家图书馆、北京动物园、白云观、北京西站。

### 北京公交303路
- 西苑枢纽站→西闸（回程：西闸→西苑北站）

1973年11月20日开通。2018年9月25日调整进驻西苑枢纽站。现时途经颐和园北宫门、黑山扈、西北旺、屯佃、上庄地区。

### 北京公交331路
- 西苑枢纽站→新街口豁口（回程：新街口豁口→西苑北站）

该线路前身为1954年开通的京颐路与颐香路，1956年分别更名为31路、33路，1972年调整为331路与333路。2001年333路撤销后，其走向并入331路，线路延长至香山。2018年因香山场站腾退，终点站缩至香泉环岛；2020年受西郊线开通及客流变化影响，终点站调整为西苑北站，原香泉环岛段由563路、332路替代。2022年增设北太平桥北单向站点，优化线路走向。2025年8月8日起开往新街口豁口方向增设“西苑枢纽站”。

### 北京公交346路
- 西苑枢纽站→凤凰岭（回程：凤凰岭→西苑北站）

2018年9月25日调整进驻西苑枢纽站。现时途经颐和园北宫门、黑山扈、百望山森林公园、温泉镇、北安河、凤凰岭。

### 北京公交432路
- 天通北苑 → 西苑（回程：西苑枢纽站→天通北苑）

2007年1月1日投入服务。现时途经圆明园、清华大学、北京体育大学、上地、西三旗、天通苑。

### 北京公交476路
- 宝盛里小区 → 西苑（回程：西苑枢纽站→宝盛里小区）

2006年11月15日投入服务。现时途经肖家河、中国农业大学、马连洼、上地、清河小营、永泰庄、宝盛里小区。

### 北京公交610路
- 鲁谷公交场站 → 西苑（回程：西苑枢纽站→鲁谷公交场站）

原一代817路后改为特10路。现时途经万泉河、四季青、田村、玉泉路、鲁谷。

### 北京公交636路
- 回南家园 → 西苑（回程：西苑枢纽站→回南家园）

2010年8月18日投入服务。现时途经肖家河、树村、上地、西二旗、西三旗、回龙观地区。

### 北京公交671路
- 四惠枢纽站 → 西苑（回程：西苑枢纽站→四惠枢纽站）

2001年开办前身725路，2007年改为671路。现时途经万泉河路、海淀南路、知春路、北太平庄、安贞桥、三元桥、全国农业展览馆、红庙、慈云寺桥、四惠枢纽站。